# Hans Kempin
Hans Wilhelm Kempin (* 7. Juni 1913 in Berlin-Lichtenberg; † 30. November 1992) war ein Standartenführer der Waffen-SS im Zweiten Weltkrieg.

## Leben
Kempin wurde in Berlin geboren, sein Vater war Schuhmachermeister in Schwedt. Er besuchte das dortige Hohenzollern Gymnasium und arbeitete dann als Bankkaufmann. Im September 1930 wurde er Mitglied der SA und zum 1. Dezember 1930 trat er der NSDAP bei (Mitgliedsnummer 382.076).
Im Oktober 1933 wurde er in die Leibstandarte SS Adolf Hitler aufgenommen (SS-Nummer 51.240) und auf die SS-Junkerschule in Bad Tölz geschickt. Dort wurde er zum Offizier ausgebildet und kam dann in der SS-Standarte Deutschland und in der SS-Junkerschule in Braunschweig zum Einsatz. Er wirkte bei der Besetzung des Sudetenlands und beim Anschluss Österreichs mit. Als SS-Hauptsturmführer war er 1939 am Überfall auf Polen und 1940 am Westfeldzug beteiligt. Nach der Verleihung des Eisernen Kreuzes I. und II. Klasse kämpfte er auch im Deutsch-Sowjetischen Krieg, wobei er im September 1941 verwundet wurde.
Nach seiner Genesung wurde Kempin jedoch vorerst nicht zurück an die Front geschickt, sondern wurde als Ausbilder an die SS-Junkerschulen in Braunschweig und Bad Tölz und an die SS-Unterführerschule Posen abkommandiert. Im Dezember 1943 hatte er den Rang eines SS-Obersturmbannführers erreicht. Nach seiner Verwendung als Leiter der SS-Unterführerschule in Ljubljana kam er im Februar 1945 zur 547. Volksgrenadier-Division, die er kurzzeitig kommandierte. Am 27. Februar 1945 wurde er kurzzeitig als Kampfkommandant von Schwedt eingesetzt. Er löste dabei Otto Skorzeny ab und erklärte die Stadt zur Festung, die jedoch wenig später aufgegeben werden musste. Vom 1. bis zum 15. März 1945 war er kurzzeitig Kommandeur der kurzlebigen 38. SS-Grenadier-Division „Nibelungen“. Noch am 15. März wurde er der letzte Kommandeur der 32. SS-Freiwilligen-Grenadier-Division „30. Januar“. Kempin kommandierte die Division während der Kämpfe gegen die Rote Armee in Vogelsang und später in der Schlacht um die Seelower Höhen. Schließlich wurde der Verband im Kessel von Halbe eingekesselt, ehe Teile des Verbands von dort aus Ende April ausbrechen konnte. Bis zum 3. Mai schlugen sich Kempin und die übrigen Soldaten nach Tangermünde durch, wo sie sich der 102. Infantry Division der US-Army ergaben.
Nach dem Ende seiner Kriegsgefangenschaft wurde Kempin Landwirt. Aus einer 1938 geschlossenen Ehe gingen zwei Kinder hervor. Er starb 1992.

## Auszeichnungen
- Eisernes Kreuz I. und II. Klasse
- Medaille zur Erinnerung an den 1. Oktober 1938
- Medaille zur Erinnerung an den 13. März 1938
- Infanterie-Sturmabzeichen
- Verwundetenabzeichen in Schwarz
- Kriegsverdienstkreuz
- SS-Dienstauszeichnung
- SA-Sportabzeichen